# Bologna Football Club 1951-1952
Questa voce raccoglie le informazioni riguardanti il Bologna Football Club nelle competizioni ufficiali della stagione 1951-1952.

## Divise
| Casa | Trasferta |

## Rosa
| N. |                      | Ruolo | Calciatore           |
| -- | -------------------- | ----- | -------------------- |
|    | Italia (bandiera)    | P     | Angelo Boccardi      |
|    | Italia (bandiera)    | P     | Glauco Vanz          |
|    | Italia (bandiera)    | D     | Dino Ballacci        |
|    | Italia (bandiera)    | D     | Aldo Brandimarte     |
|    | Italia (bandiera)    | D     | Luigi Cingolani      |
|    | Italia (bandiera)    | D     | Guglielmo Giovannini |
|    | Italia (bandiera)    | D     | Francesco Pantaleoni |
|    | Italia (bandiera)    | D     | Antonio Zani         |
|    | Italia (bandiera)    | C     | Aldo Campatelli      |
|    | Danimarca (bandiera) | C     | Ivan Jensen          |
|    | Italia (bandiera)    | C     | Gianmarco Mezzadri   |

| N. |                      | Ruolo | Calciatore              |
| -- | -------------------- | ----- | ----------------------- |
|    | Italia (bandiera)    | C     | Filiberto Monterastelli |
|    | Danimarca (bandiera) | C     | Axel Pilmark            |
|    | Italia (bandiera)    | C     | Giuseppe Pomati         |
|    | Italia (bandiera)    | A     | Corrado Bernicchi       |
|    | Italia (bandiera)    | A     | Gino Cappello           |
|    | Italia (bandiera)    | A     | Cesarino Cervellati     |
|    | Italia (bandiera)    | A     | Livio Filiput           |
|    | Uruguay (bandiera)   | A     | José García             |
|    | Italia (bandiera)    | A     | Mario Gritti            |
|    | Italia (bandiera)    | A     | Carlo Matteucci         |
|    | Italia (bandiera)    | A     | Mario Tacconi           |

## Risultati

### Serie A

#### Girone di andata
| Arbitro: | Tassini (Verona) |

|              |           |  |
| Cappello 57’ | Marcatori |  |

| Arbitro: | Valsecchi (Milano) |

|                     |           |                                           |
| Delfrati 80’ (aut.) | Marcatori | 5’ Masoni 32’ Cecconi 37’ Mike 74’ Amadei |

| Arbitro: | Orlandini (Roma) |

|           |           |  |
| Piola 50’ | Marcatori |  |

| Arbitro: | Pieri (Trieste) |

|                   |           |               |
| Martegani 7’, 15’ | Marcatori | 75’ Bernicchi |

| Arbitro: | Agnolin (Bassano del Grappa) |

|  |           |                              |
|  | Marcatori | 8’, 80’ Ekner 30’ Roosenburg |

| Arbitro: | Gemini (Roma) |

|              |           |                          |
| Angeleri 56’ | Marcatori | 24’ Tacconi 87’ Cappello |

| Arbitro: | Tassini (Verona) |

|                           |           |             |
| Cervellati 6’ Tacconi 10’ | Marcatori | 30’ Petagna |

| Arbitro: | Bellè (Venezia) |

|                                         |           |  |
| Burini 47’, 55’, 77’ Renosto 55’ (rig.) | Marcatori |  |

| Arbitro: | De Leo (Mestre) |

|             |           |               |
| Pilmark 57’ | Marcatori | 81’ Guarnieri |

| Arbitro: | Gemini (Roma) |

|                         |           |             |
| Bennike 52’ Colombi 82’ | Marcatori | 73’ Pilmark |

| Bologna 2 dicembre 1951 11ª giornata | Bologna            | 0 – 0 | Sampdoria | Stadio Comunale\| Arbitro: \| Marchetti (Milano) \| |
| Arbitro:                             | Marchetti (Milano) |       |           |                                                     |

| Arbitro: | Orlandini (Roma) |

|               |           |                |
| Boniperti 80’ | Marcatori | 33’ Cervellati |

| Arbitro: | Piemonte (Monfalcone) |

|                             |           |           |
| Bernicchi 6’ Campatelli 86’ | Marcatori | 43’ Taiti |

| Bologna 23 dicembre 1951 14ª giornata | Bologna          | 0 – 0 | Torino | Stadio Comunale\| Arbitro: \| Tassini (Verona) \| |
| Arbitro:                              | Tassini (Verona) |       |        |                                                   |

| Arbitro: | Savio (Torino) |

|             |           |  |
| Löfgren 75’ | Marcatori |  |

| Arbitro: | Occhinegro (Taranto) |

|               |           |                |
| Micheloni 75’ | Marcatori | 68’ Cervellati |

| Arbitro: | Cartei (Firenze) |

|                 |           |  |
| Cappello 4’, 9’ | Marcatori |  |

| Arbitro: | Agnolin (Bassano del Grappa) |

|                                |           |                                      |
| Cervellati 21’, 89’ Gritti 58’ | Marcatori | 7’, 86’ Nyers 50’ Blason 80’ Lorenzi |

| Arbitro: | Massai (Pisa) |

|             |           |  |
| Pinardi 69’ | Marcatori |  |

#### Girone di ritorno
| Arbitro: | Tassini (Verona) |

|                      |           |                       |
| Mazza 33’ Palmer 60’ | Marcatori | 4’ Gritti 77’ Pilmark |

| Arbitro: | Marchetti (Milano) |

|          |           |                |
| Arce 55’ | Marcatori | 22’ Cervellati |

| Arbitro: | Orlandini (Roma) |

|                                              |           |                  |
| García 1’ Campatelli 19’ Cervellati 25’, 82’ | Marcatori | 58’ (rig.) Piola |

| Arbitro: | Maurelli (Roma) |

|                              |           |                  |
| Cervellati 8’ Campatelli 21’ | Marcatori | 75’ (rig.) Sessa |

| Arbitro: | Liverani (Torino) |

|            |           |  |
| Lefter 72’ | Marcatori |  |

| Arbitro: | Orlandini (Roma) |

|                |           |  |
| Cervellati 35’ | Marcatori |  |

| Arbitro: | Silvano (Torino) |

|                                               |           |                |
| De Vito 30’ Curti 40’, 45’ (rig.) Boscolo 88’ | Marcatori | 55’ Cervellati |

| Bologna 30 marzo 1952 27ª giornata | Bologna       | 0 – 0 | Milan | Stadio Comunale\| Arbitro: \| Gemini (Roma) \| |
| Arbitro:                           | Gemini (Roma) |       |       |                                                |

| Arbitro: | Orlandini (Roma) |

|                  |           |  |
| Hofling 67’, 80’ | Marcatori |  |

| Arbitro: | Massai (Pisa) |

|               |           |               |
| Cervellati 3’ | Marcatori | 77’ Fontanesi |

| Arbitro: | Valsecchi (Milano) |

|                       |           |                |
| Gotti 28’ Lorenzo 83’ | Marcatori | 24’ Cervellati |

| Arbitro: | De Leo (Mestre) |

|                 |           |                                          |
| Gritti 13’, 85’ | Marcatori | 8’ Hansen J. 10’ Hansen K. A. 18’ Vivolo |

| Lucca 4 maggio 1952 32ª giornata | Lucchese         | 0 – 0 | Bologna | Stadio Porta Elisa\| Arbitro: \| Orlandini (Roma) \| |
| Arbitro:                         | Orlandini (Roma) |       |         |                                                      |

| Arbitro: | Gemini (Roma) |

|                             |           |                                |
| Pratesi 12’ Florio 30’, 33’ | Marcatori | 47’ (rig.) Cappello 72’ García |

| Arbitro: | Marchetti (Milano) |

|                         |           |                                   |
| Gritti 31’ Cappello 67’ | Marcatori | 8’, 61’, 81’ Şükrü 75’ Antoniotti |

| Bologna 1 giugno 1952 35ª giornata | Bologna          | 0 – 0 | Palermo | Stadio Comunale\| Arbitro: \| Cartei (Firenze) \| |
| Arbitro:                           | Cartei (Firenze) |       |         |                                                   |

| Arbitro: | Orlandini (Roma) |

|  |           |                                |
|  | Marcatori | 13’ (aut.) Snidero 44’ Tacconi |

| Arbitro: | Gemini (Roma) |

|                        |           |                             |
| Lorenzi 30’ Wilkes 82’ | Marcatori | 19’ Cappello 24’ Campatelli |

| Arbitro: | Rigato (Mestre) |

|                                                      |           |                                |
| Cervellati 3’ Bernicchi 11’ Cappello 17’ Tacconi 74’ | Marcatori | 59’ Pinardi 90’ (rig.) Baldini |

## Statistiche

### Statistiche di squadra
| Competizione | Punti | In casa | In casa | In casa | In casa | In casa | In casa | In trasferta | In trasferta | In trasferta | In trasferta | In trasferta | In trasferta | Totale | Totale | Totale | Totale | Totale | Totale | DR  |
| Competizione | Punti | G       | V       | N       | P       | Gf      | Gs      | G            | V            | N            | P            | Gf           | Gs           | G      | V      | N      | P      | Gf     | Gs     | DR  |
| ------------ | ----- | ------- | ------- | ------- | ------- | ------- | ------- | ------------ | ------------ | ------------ | ------------ | ------------ | ------------ | ------ | ------ | ------ | ------ | ------ | ------ | --- |
| Serie A      | 33    | 19      | 8       | 6       | 5       | 28      | 26      | 19           | 3            | 5            | 11           | 17           | 29           | 38     | 11     | 11     | 16     | 45     | 55     | -10 |

### Statistiche dei giocatori
| Giocatore        | Serie A  | Serie A |
| Giocatore        | Presenze | Reti    |
| ---------------- | -------- | ------- |
| D. Ballacci      | 33       | 0       |
| C. Bernicchi     | 16       | 3       |
| A. Boccardi      | 11       | -10     |
| A. Brandimarte   | 6        | 0       |
| A. Campatelli    | 23       | 4       |
| G. Cappello (IV) | 31       | 8       |
| C. Cervellati    | 37       | 14      |
| L. Cingolani     | 5        | 0       |
| L. Filiput       | 7        | 0       |
| J. Garcia        | 23       | 2       |
| G. Giovannini    | 32       | 0       |
| M. Gritti        | 28       | 4       |
| I. Jensen        | 28       | 0       |
| C. Matteucci     | 13       | 0       |
| G. Mezzadri      | 37       | 0       |
| F. Monterastelli | 1        | 0       |
| F. Pantaleoni    | 4        | 0       |
| A. Pilmark       | 38       | 2       |
| G. Pomati        | 1        | 0       |
| M. Tacconi       | 16       | 4       |
| G. Vanz          | 27       | -45     |
| A. Zani          | 1        | 0       |